# Stenopontius boxshalli
Stenopontius boxshalli is een eenoogkreeftjessoort uit de familie van de Dinopontiidae. De wetenschappelijke naam van de soort is voor het eerst geldig gepubliceerd in 1991 door Malt.